# إيغور أودالي
إيغور أودالي (بالروسية: Удалый, Игорь Алексеевич)‏ (8 ديسمبر 1984 بكراسنودار في روسيا - ) هو لاعب كرة قدم روسي في مركز الدفاع. لعب مع لوخ إينيرجيا فلاديفوستوك ونادي دينامو الداغستاني ونادي كوبان كراسنودار وFC Chernomorets Novorossiysk ‏ وFC Sodovik Sterlitamak ‏ ونادي سكا خاباروفسك.

## وصلات خارجية
- إيغور أودالي على موقع قاعدة بيانات كرة القدم.إي يو (الإنجليزية)
- إيغور أودالي على موقع Soccerway.com (الإنجليزية)
- إيغور أودالي على موقع عالم كرة القدم.نت (الإنجليزية)